# Catherine Colomb

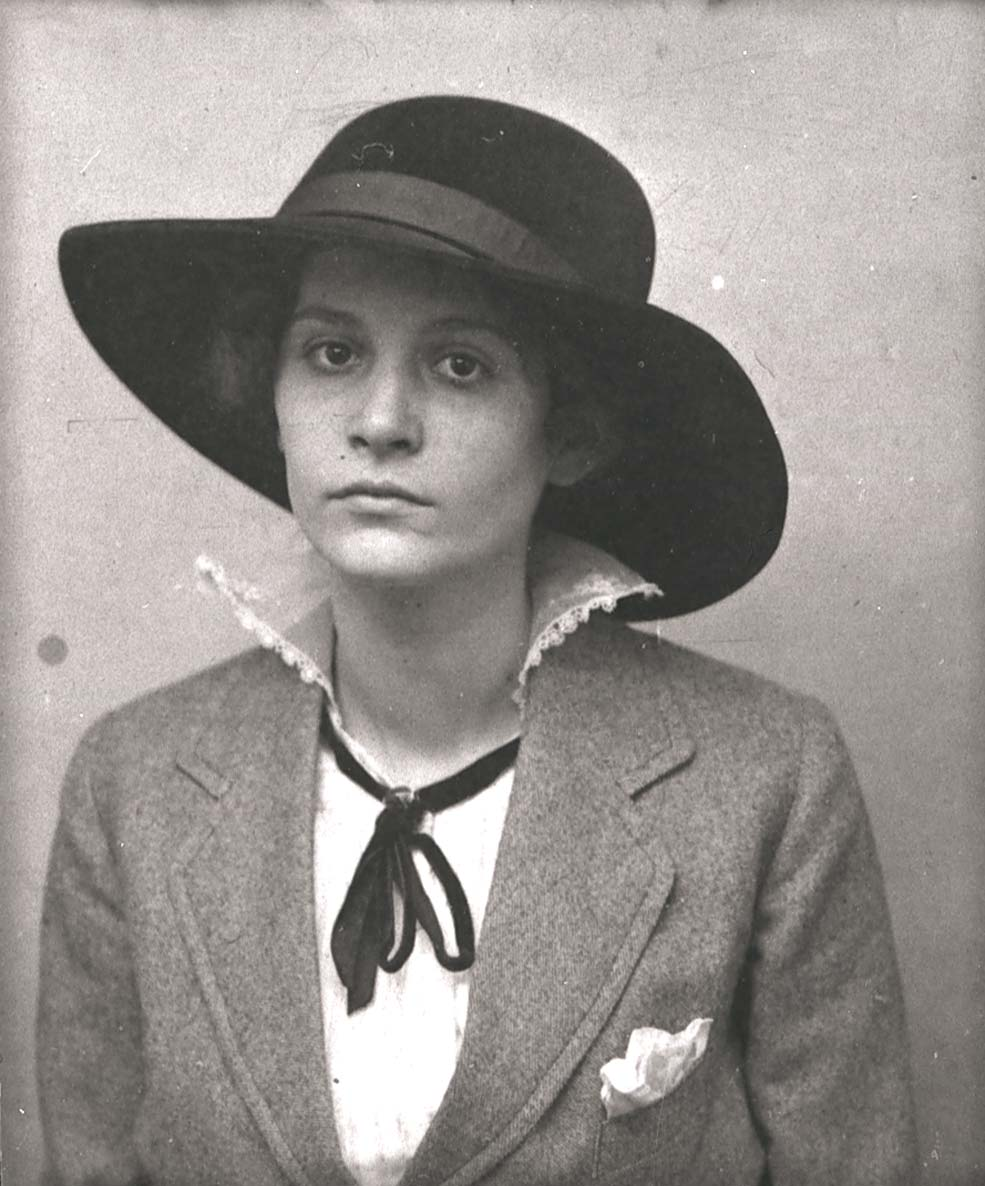
Catherine Colomb (1917)

Catherine Colomb (* 18. August 1892 in Saint-Prex; † 13. November 1965 in Prilly), eigentlich Marie-Louise Colomb-Reymond, war eine französischsprachige Schweizer Schriftstellerin.

## Leben
Catherine Colomb war eine Tochter von Victor-Arnold Colomb, Besitzer der Rebberge des Schlosses Saint-Prex, und Jeanne Colomb, geb. Champ-Renaud.
Da ihre Mutter starb, als sie fünf Jahre alt war, wurde sie von ihrer Grossmutter mütterlicherseits erzogen und wuchs in Begnins und später in Lausanne auf. Sie studierte an der Universität Lausanne Geisteswissenschaften und schloss ihr Studium 1916 mit dem Lizentiat ab. 1921 heiratete sie den Rechtsanwalt Jean Reymond.
Catherine Colomb begann 1921 im Geheimen zu schreiben und veröffentlichte 1934 ihren ersten romanhaften Essay Pile ou face unter dem Pseudonym «Catherine Tissot». Aber es waren die drei Romane Châteaux en enfance (1945), Les Esprits de la terre (1953) et Le Temps des anges (1962; alle ins Deutsche übersetzt), die sie als welschschweizerische Schriftstellerin des 20. Jahrhunderts bekannt machten.

## Werke
- Pile ou face, 1934. Deutsch von Yla Margrit von Dach: Kopf oder Zahl (übersetzt für die Gesamtausgabe, Bd. 2, 1997).
- Châteaux en enfance, 1945. Deutsch von Maria Dessauer: Das Spiel der Erinnerung. Suhrkamp, Frankfurt a. M. 1986.
- Les Esprits de la terre, 1953. Deutsch von Marcel Schwander: Tagundnachtgleiche. Benziger, Ex-Libris, Zürich 1978.
- Le Temps des anges, 1962. Deutsch von Maria Dessauer: Zeit der Engel. Suhrkamp, Frankfurt a. M. 1989.

### Posthum
- La Valise, 1993. Deutsch von Konrad Klotz: Der Koffer (übersetzt für die Gesamtausgabe, Bd. 3, 1997).
- Les Royaumes combattants, 1993. Deutsch von Konrad Klotz: Ort der Lebenden - Reich der Toten (übersetzt für die Gesamtausgabe, Bd. 3, 1997. Darin auch enthalten: Briefe 1952-1964 sowie Gelegenheitstexte 1917-1963, beide Deutsch von Markus Hediger).
- Sans logis, 1994.
- Œuvres complètes: Gesamtausgabe in drei Bänden, L’Age d’homme, Lausanne 1993. - Eine deutsche Gesamtausgabe, ebenfalls in drei Bänden, ist erschienen im eFeF-Verlag, Bern 1996–1997, ISBN 3-905561-06-9, ISBN 3-905561-08-5 und ISBN 3-905561-07-7.

## Auszeichnungen
- 1956 Prix des écrivains vaudois
- 1962 Prix Rambert